# Lois McMaster Bujold
Lois McMaster Bujold (2 de noviembre de 1949) es una escritora estadounidense de ciencia ficción y fantasía.

## Biografía
Nacida en Columbus, Ohio, en el seno de una familia acomodada. Lectora incansable, su afición a la ciencia ficción le viene de la influencia de su padre, Robert McMaster, profesor de ingeniería en la Universidad de Ohio. A los 15 años, la lectura de El Señor de los Anillos despertó su pasión por la fantasía.
Su afición a la lectura le llevó a estudiar Literatura Inglesa, licenciandóse en 1972. Contrajo matrimonio con John Bujold, de quien toma su segundo apellido. Fruto de esta relación son sus dos hijos, Anne y Paul.
En 1982, cuando su familia pasaba por un mal momento económico y con dos hijos pequeños que cuidar, se lanzó a escribir profesionalmente. En 1986 fueron publicadas simultáneamente las tres primeras novelas de la serie de Miles Vorkosigan,  que le harían saltar a la fama en el panorama de la ciencia ficción.
Bujold vive actualmente en Minnesota, EE. UU.

## Estilo
La calidad de la obra de MacMaster Bujold ha sido fuente de polémicas entre la crítica especializada, pues cuenta con acérrimos defensores y detractores. Para algunos, destaca por su fluidez narrativa y por su capacidad para dotar de carisma y riqueza psicológica a sus personajes. Otro sector de la crítica repudia su excesiva simplicidad argumental. Sus primeros éxitos se los proporcionó el público, no la prensa especializada, aunque con el tiempo ésta también ha reconocido sus méritos.

### Novelas y relatos de ciencia ficción
Serie de Miles Vorkosigan:
- Fragmentos de honor (1986) (Shards of Honor) (*)
- El aprendiz de guerrero (1986) (The warrior's apprentice)
- Ethan de Athos (1986) (Ethan of Athos) (*)
- Fronteras del infinito (1987) (The borders of Infinity)
- En caída libre (1988) (Falling Free) (*)
- Las montañas de la aflicción (1989) (The Mountains of Mourning)
- Laberinto (1989) (Labyrinth)
- Fronteras del infinito (1989) (Borders of Infinity) Formado por los relatos Las fronteras del infinito, Laberinto y Las montañas de la aflicción.
- Hermanos de armas (1989) (Brothers in arms)
- El juego de los Vor (1990) (The Vor Game)
- Barrayar (1991) (*)
- Danza de espejos (1994) (Mirror Dance)
- Dreamweaver's Dilemma (1994) Incluye Las montañas de la aflicción y la inédita Dreamweaver's Dilemma, además de otros relatos y ensayos de la autora.[2]
- Cetaganda (1995)
- Recuerdos (1996) (Memory)
- Komarr (1998)
- Una campaña civil (1999) (A civil campaign)
- Inmunidad Diplomática (2002) (Diplomatic immunity)
- Regalos de Feria de Invierno (2008) (Winterfair Gifts)
- Criopolis (2010) (Cryoburn)
- Captain Vorpatril's Alliance (2012) (*)
- Gentleman Jole and the Red Queen (2016)

(*) Relatos pertenecientes al universo de Miles Vorkosigan, pero no protagonizados por él.

### Novelas de fantasía
- El anillo del espíritu (The Spirit Ring) (1993)

Serie sobre Chalion:
- La maldición de Chalion[3] (The Curse of Chalion) (2001) publicada en castellano en un solo tomo y por separado en dos partes:
  - Los cuervos del Zangre
  - El legado de los cinco dioses
- Paladín de almas (2003)
- La búsqueda sagrada

Serie sobre El vínculo del cuchillo:
- El vínculo del cuchillo I: El encantamiento
- Legacy  (The sharing Knife -2)
- Passage (The Sharing Knife -3)
- Horizon (The Sharing Knife -4)

## Premios
Bujold acumula muchos premios de literatura de ciencia ficción y fantasía, habiéndosele concedido cuatro veces los premios Hugo, igualando el récord de Robert A. Heinlein. También ha sido premiada con el Nébula, otorgado por la SFWA.
En 2019, Bujold fue nombrada por la SFWA la trigésimo sexta Gran Maestra Damon Knight Memorial, por "sus contribuciones a la literatura de ciencia ficción y fantasía".
Ha conseguido estos premios:
- Nébula de 1988 por En caída libre
- Nébula y Hugo de 1989 a la mejor novela corta por Las montañas de la aflicción
- Hugo de 1991 por El juego de los Vor
- Hugo y Locus de 1992 por Barrayar
- Hugo y Locus de 1995 por Danza de espejos
- Hugo y Locus de 2004, y Nébula de 2005 por Paladín de almas